# Hannah Montana Forever (colonna sonora)
Hannah Montana Forever è la colonna sonora dell'omonima serie televisiva ed è in vendita negli Stati Uniti e in Italia dal 16 ottobre 2010.
L'album contiene al suo interno 11 tracce cantate nella quarta e ultima stagione da Miley Cyrus nei panni di Hannah Montana.

## Tracce
1. Gonna Get This (feat. Iyaz) – 3:18
2. Que Sera – 3:00
3. Ordinary Girl – 2:59
4. Kiss Goodbye – 2:45
5. Need a Little Love (feat Sheryl Crow) – 3:53
6. I'll Always Remenber You – 3:56
7. Are You Ready – 3:18
8. Love That Lets Go (feat. Billy Ray Cyrus) – 3:08
9. I'm Still Good – 3:18
10. Been Here All Along – 4:03
11. Barefoot Cinderella – 2:57
12. Wherever I Go – 3:31

## Successo commerciale
Hannah Montana Forever non ha avuto successo come gli album precedenti. L'album, infatti, ha debuttato all'undicesima posizione della classifica americana, risultando nel più basso debutto in classifica del franchise con un album di inediti, e il primo a non raggiungere la top 10. L'album non ha avuto successo neanche in europa, dove non ha raggiunto alte posizioni, con l'unica eccezione del Portogallo, dove ha raggiunto la nona posizione.

## Classifiche
| Classifiche (2010) | Posizione massima |
| ------------------ | ----------------- |
| Austria            | 25                |
| Belgio (Fiandre)   | 90                |
| Belgio (Vallonia)  | 81                |
| Francia            | 55                |
| Germania           | 65                |
| Irlanda            | 21                |
| Messico            | 33                |
| Nuova Zelanda      | 32                |
| Portogallo         | 9                 |
| Regno Unito        | 38                |
| Spagna             | 23                |
| Stati Uniti        | 11                |
| Svizzera           | 74                |